# Trindtjärnen (Norsjö socken, Västerbotten, 722189-166960)
Trindtjärnen är en sjö i Norsjö kommun i Västerbotten och ingår i Skellefteälvens huvudavrinningsområde.